# Щитолистник
Щитоли́стник, Денежник (лат. Hydrocótyle) — род травянистых растений семейства Аралиевые (Araliaceae).
Научное название происходит от др.-греч. ύδωρ — «вода» и κοτύλη — «чаша».

## Ботаническое описание
Род объединяет невысокие влаголюбивые обычно многолетние, реже однолетние травянистые растения с ползучими или приподнимающимися стеблями, иногда с заметными корневищами. Листья располагаются на черешках, простые или разделённые на доли, иногда пильчато-зубчатые по краю, с небольшими плёнчатыми прилистниками. Цветки обоеполые, собраны в пазухах листьев или на верхушке побега в зонтичные соцветия или же одиночные, с небольшими прицветниками. Венчик окрашен в белый или зеленоватый цвет (иногда сиреневатые или желтоватые), состоит из цельных эллиптических заострённых лепестков. Пестики нитевидные. Плод уплощённый, яйцевидный, с 5 рёбрами.
Большая часть видов щитолистника распространена в Южном полушарии.

## Классификация

### Таксономическое положение
Род Щитолистник входит в семейство Аралиевые (Araliaceae) порядка Зонтикоцветные (Apiales).
|  |                                      |  |                                                               |                                                               |                     |  | ещё 6 семейств (согласно Системе APG III) |                    |                    |                 |
|  |                                      |  |                                                               |                                                               |                     |  |                                           |                    |                    | около 100 видов |
|  |                                      |  |                                                               | порядок Зонтикоцветные                                        |                     |  |                                           |                    | род Щитолистник    |                 |
|  |                                      |  |                                                               | порядок Зонтикоцветные                                        |                     |  |                                           |                    | род Щитолистник    |                 |
|  | отдел Цветковые, или Покрытосеменные |  |                                                               |                                                               | семейство Аралиевые |  |                                           |                    |                    |                 |
|  | отдел Цветковые, или Покрытосеменные |  |                                                               |                                                               |                     |  |                                           |                    |                    |                 |
|  |                                      |  | ещё 58 порядков цветковых растений (согласно Системе APG III) | ещё 58 порядков цветковых растений (согласно Системе APG III) |                     |  |                                           | ещё около 55 родов | ещё около 55 родов |                 |
|  |                                      |  |                                                               | ещё 58 порядков цветковых растений (согласно Системе APG III) |                     |  |                                           |                    | ещё около 55 родов |                 |

### Представители
Род включает около 100 видов. Некоторые из них:
- Hydrocotyle acuminata Urb., 1879
- Hydrocotyle acutifolia Ruiz & Pav., 1802
- Hydrocotyle alchemilloides A.Rich., 1820
- Hydrocotyle bonariensis Lam., 1789
- Hydrocotyle bonplandii A.Rich., 1820
- Hydrocotyle dahlgrenii Rose & J.F.Macbr., 1931
- Hydrocotyle dichondroides Makino, 1910
- Hydrocotyle filipes Mathias, 1936
- Hydrocotyle globiflora Ruiz & Pav., 1802
- Hydrocotyle humboldtii A.Rich., 1820
- Hydrocotyle incrassata Ruiz & Pav., 1802
- Hydrocotyle javanica Thunb., 1798
- Hydrocotyle leucocephala Cham. & Schltdl., 1826
- Hydrocotyle longipes Mathias & Killip, 1936
- Hydrocotyle macbridei Mathias & Constance, 1957
- Hydrocotyle maritima Honda, 1934
- Hydrocotyle mexicana Cham. & Schltdl., 1830
- Hydrocotyle palmata Mathias, 1936
- Hydrocotyle peruviana H.Wolff, 1908
- Hydrocotyle pusilla A.Rich., 1820
- Hydrocotyle quinqueloba Ruiz & Pav., 1802
- Hydrocotyle ramiflora Maxim., 1887 — Щитолистник ветвецветковый
- Hydrocotyle ranunculoides L.f., 1782
- Hydrocotyle ribifolia Rose & Standl., 1927
- Hydrocotyle sibthorpioides Lam., 1789
- Hydrocotyle steyermarkii Mathias & Constance, 1951
- Hydrocotyle torresiana Rose & Standl., 1927
- Hydrocotyle tripartita R.Br. ex A.Rich.
- Hydrocotyle umbellata L., 1753
- Hydrocotyle urbaniana H.Wolff, 1908
- Hydrocotyle verticillata Thunb., 1798 — Щитолистник вертикальный, «водяной пупок»: один из видов аквариумных и палюдариумных растений
- Hydrocotyle vestita Mathias & Killip, 1936
- Hydrocotyle vulgaris L., 1753 [1] — Щитолистник обыкновенный